# Panthera schreuderi
Espèce
Panthera schreuderi est une espèce éteinte de félins. Elle vivait en Europe pendant le Pliocène supérieur et le Pléistocène inférieur.

## Systématique
Alan Turner et Hannah J. O'Regan pensent, que les quelques fossiles de spécimens trouvés appartenaient à l’espèce Panthera gombaszoegensis, l’espèce éteinte de Jaguar européen.